# 异花寄生藤
异花寄生藤（学名：Dendrotrophe heterantha）为檀香科寄生藤属下的一个种。

## 扩展阅读
維基物種上的相關：异花寄生藤